# Peter Kremer (Schauspieler)

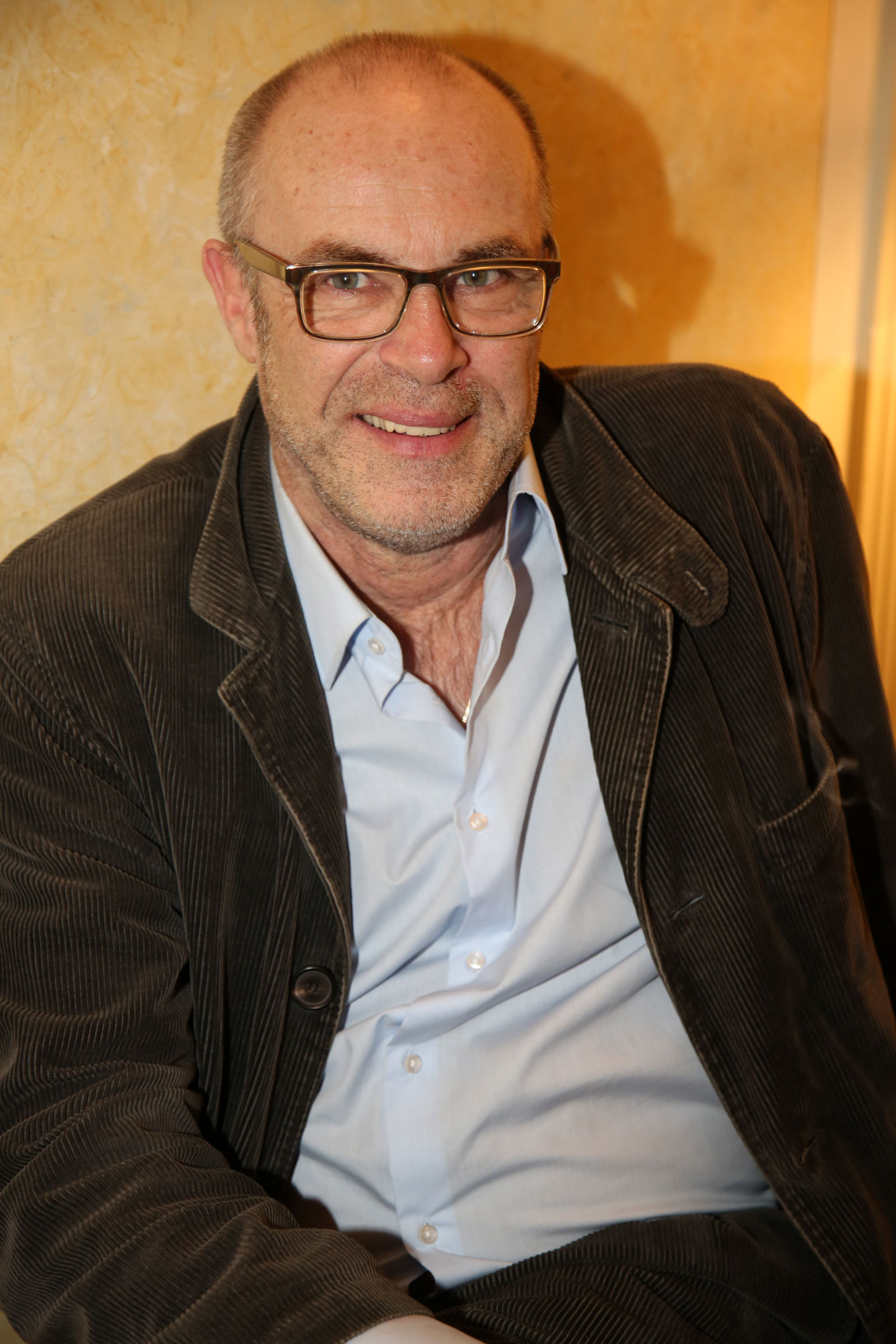
Peter Kremer (2015)

Peter Kremer (* 18. Februar 1958 in Brilon) ist ein deutscher Schauspieler.

## Leben
Der Sohn eines Ingenieurs und einer Schauspielerin erhielt seine Schauspielausbildung an der Folkwangschule in Essen. Er spielte schon auf diversen deutschsprachigen Theaterbühnen (unter anderem Frankfurt, Zürich, Berlin und München) Titelrollen wie zum Beispiel den Prinzen Hamlet. 1980/81 ging er ans Mitbestimmungsmodell am Schauspiel Frankfurt. Dort spielte er u. a. unter der Regie von Fritz Schediwy den Prinzen in Lessings Emilia Galotti. Am Renaissance-Theater Berlin stand Peter Kremer erstmals 2011 für „Betrogen“ von Harold Pinter unter der Regie von Torsten Fischer auf der Bühne.
Seit den 1980er Jahren ist Kremer auch als Schauspieler für Film- und Fernsehen aktiv. 1986 hatte er in Bernhard Wickis Literaturverfilmung Sansibar oder Der letzte Grund eine der Hauptrollen inne. Es folgten Besetzungen in Krimi-Reihen wie Tatort, Derrick oder Der Alte.
1998 wurde er von Produzent Helmut Ringelmann als Hauptdarsteller für die Krimiserie Siska ausgewählt. In der Folge Abgrund, die am 8. Oktober 2004 ausgestrahlt wurde, wird Hauptkommissar Peter Siska durch eine Schussverletzung getötet. Peter Kremer stieg nach 56 Episoden aus der Serie aus.
2007 spielte er bei den Karl-May-Spielen in Bad Segeberg den Feind von Winnetou, Santer. 2014 erhielt er für seine Darstellung im Stück Der Vorname den Finstral-Publikumspreis des Südtiroler Kulturinstituts.

### Privates
Kremer war bis 2009 insgesamt 15 Jahre mit Ulrike Jetter verheiratet. Aus dieser Beziehung stammen eine Tochter und ein Sohn.

## Filmografie (Auswahl)
- 1981: Irrgarten – Marco Ruschiz’ Fahrt zu den Wolken
- 1982: Schlagschatten
- 1987: Sansibar oder Der letzte Grund
- 1992: Tatort: Falsche Liebe (Fernsehreihe)
- 1992–2014: Der Alte (Fernsehserie, verschiedene Rollen, 7 Folgen)
- 1994: Nacht der Frauen (Fernsehdreiteiler)
- 1994, 1995: Derrick (Fernsehserie, verschiedene Rollen, 2 Folgen)
- 1995: Alles außer Mord: Blutiger Ernst (Fernsehreihe)
- 1996: Der Mann ohne Schatten (Fernsehserie, Folge Der Mörder)
- 1997: Kalkuliertes Risiko
- 1997: Ausgerastet
- 1998: Einsatz Hamburg Süd (Fernsehserie, Folge Gefahr im Dunkeln)
- 1998–2004: Siska (Fernsehserie, 56 Folgen)
- 2004: Unter weißen Segeln – Urlaubsfahrt ins Glück (Fernsehreihe)
- 2004, 2015: SOKO Kitzbühel (Fernsehserie, verschiedene Rollen, 2 Folgen)
- 2005: Wolffs Revier (Fernsehserie, Folge Herzblut)
- 2005: Die Leibwächterin
- 2006: SOKO Rhein-Main (Fernsehserie, Folge Startbahn frei!)
- 2006: Pfarrer Braun: Der unsichtbare Beweis (Fernsehreihe)
- 2007: Die Frau vom Checkpoint Charlie
- 2008: SOKO Leipzig (Fernsehserie, Folge Zersprungene Seele)
- 2009: Kinder des Sturms
- 2009: Alarm für Cobra 11 – Die Autobahnpolizei (Fernsehserie, Folge Die schwarze Madonna)
- 2009: Ein Fall von Liebe (Fernsehreihe)
  - 2009: Ein Fall von Liebe
  - 2011: Saubermänner
  - 2014: Annas Baby
- 2009: Geld.Macht.Liebe (Fernsehserie, 9 Folgen)
- 2009, 2014: SOKO Köln (Fernsehserie, verschiedene Rollen, 2 Folgen)
- 2009–2011: Nachtschicht (Fernsehreihe) → siehe Besetzung
- 2010: Das Traumhotel – Chiang Mai (Fernsehreihe)
- 2010: Unter anderen Umständen: Tod im Kloster (Fernsehreihe)
- 2010: Tatort: Bluthochzeit
- 2010: Tatort: Königskinder
- 2010, 2016: Die Bergretter (Fernsehserie, verschiedene Rollen, 2 Folgen)
- 2011: Tatort: Das erste Opfer
- 2012: Alleingang
- 2012: Rommel
- 2012: Inga Lindström: Die Sache mit der Liebe (Fernsehreihe)
- 2012: Tatort: Todesbilder
- 2013: Lilly Schönauer – Liebe mit Familienanschluss
- 2013: Danni Lowinski (Fernsehserie, Folge Halloween und Halleluja)
- 2013: Unsere Mütter, unsere Väter (Fernsehdreiteiler, 2 Teile)
- 2013: Die Spionin
- 2014: Der Bergdoktor: Alte Heimat neue Heimat (Fernsehreihe)
- 2015: Die Udo Honig Story
- 2015: Brandmal
- 2015: Inga Lindström: Süße Leidenschaft (Fernsehreihe)
- 2015: Die Rosenheim-Cops (Fernsehserie, Folge Ein geschätzter Schätzer)
- 2015: Tatort: Roomservice
- 2015, 2019: Der Staatsanwalt (Fernsehserie, verschiedene Rollen, 2 Folgen)
- 2017: WaPo Bodensee (Fernsehserie, Folge Die Aussteigerin)
- 2017: In Wahrheit: Mord am Engelsgraben (Fernsehreihe)
- 2018: Unter Verdacht: Verschlusssache (Fernsehreihe)
- 2018: Friesland: Schmutzige Deals (Fernsehreihe)
- 2018: Rosamunde Pilcher: Wo dein Herz wohnt (Fernsehreihe)
- 2018: Stralsund: Waffenbrüder (Fernsehreihe)
- 2018: Schattengrund – Ein Harz-Thriller (Fernsehreihe)
- seit 2018: Die Toten vom Bodensee (Fernsehreihe) → siehe Besetzung
- 2019: Tatort: Zorn
- 2019: Charité (Fernsehserie, Folge Heimatschuss)
- 2020: Die Getriebenen
- 2021: Die Toten von Marnow
- 2021: Inga Lindström: Wilde Zeiten (Fernsehreihe)
- 2021: Bettys Diagnose (Fernsehserie, Folge Besser spät als nie)
- 2021: Lieber Thomas
- 2022: Die Kanzlei – Reif für die Insel (Fernsehfilm)
- 2024: Der Bergdoktor (Fernsehserie, Folge Der Blick nach vorn)
- 2024: Daheim in den Bergen: Schulter an Schulter (Fernsehreihe)
- 2024: Das Traumschiff: Hudson Valley (Fernsehreihe)